# Leptogryllus kipahulu
Leptogryllus kipahulu är en insektsart som beskrevs av Otte, D. 1994. Leptogryllus kipahulu ingår i släktet Leptogryllus och familjen syrsor. Inga underarter finns listade i Catalogue of Life.